# Óguro Maszasi
Óguro Maszasi (Oszaka, 1980. május 4. –) japán válogatott labdarúgó.
A japán válogatott tagjaként részt vett a 2006-os világbajnokságon.

## Statisztika
| Japán válogatott | Japán válogatott | Japán válogatott |
| Időszak          | Mérk.            | gól              |
| ---------------- | ---------------- | ---------------- |
| 2005             | 15               | 5                |
| 2006             | 6                | 0                |
| 2007             | 0                | 0                |
| 2008             | 1                | 0                |
| Összesen         | 22               | 5                |